# 対位法
対位法（たいいほう、英: counterpoint, 独: Kontrapunkt ）とは、音楽理論のひとつであり、複数の旋律を、それぞれの独立性を保ちつつ、互いによく調和させて重ね合わせる技法である。
対位法と並び、西洋音楽の音楽理論の根幹をなすものとして和声法がある。和声法が主として、楽曲に使われている個々の和音の類別や、複数の和音をいかに経時的に連結するか（声部の配置を含む和音進行）を問題にするのに対し、対位法は主に「複数の旋律をいかに同時的に重ねるか」という観点から論じられる。
もっとも、和声法においても和音を連結する際に各声部の旋律の流れは論じられるし、対位法においても同時に奏でられる複数の旋律間の関係を問題とする以上、音の積み重なりとして生ずる和音を度外視するわけではないので、これら二つの理論は観点の違いであって、全く相反するような性質のものではないと言える。
また対位法とは、狭義にはフックスの理論書を淵源とする厳格対位法（類的対位法）の理論、並びにその実習のことであり、作曲の理論・実習のひとつである。

## 歴史
「複数の声部からなる音楽」そのものの起源は、音楽そのものの起源と同様に不明であるが、今日まで伝わる対位法の技法・理論は中世の教会音楽に端を発している。9世紀頃、モノフォニー音楽のグレゴリオ聖歌に対して、4度あるいは5度で平行する別の旋律を付加する、オルガヌムと呼ばれる唱法が出現した。当初、オルガヌムにはリズム上の独立性はなく、一つの音符に対しては一つの音符が付加された。“対位法”（counterpoint）という語の語源はラテン語の“punctum contra punctum”（点対点、つまり音符に対する音符）であり、ここに由来する。
11世紀には、平行進行のみでなく反進行や斜進行も用いられる自由オルガヌムが用いられたが、リズム的には一音符対一音符のままであった。12世紀になって、単声を保続音としてその上により細かい音符を付加する、メリスマ的オルガヌムの技法が現れた。
アルス・アンティクアの時代（12世紀中頃～13世紀末）には、声部の数がそれまでの二声から、三声あるいは四声以上へと拡大し、オルガヌムもより複雑化した。
アルス・ノーヴァの時代（14世紀）に至ると、それまでの定型的なリズムに替わって、より多様なリズムも用いられるようになった。また、オルガヌムのように既存の旋律に付加する形をとるのではなく、音楽全体を新たに作曲する傾向も生まれた。
ルネサンス期（15世紀 - 16世紀）になると、各声部の独立性はさらに明確化した。16世紀に現れたパレストリーナの様式は対位法の模範とされる。またルネサンス末期（16世紀 - 17世紀）には、モンテヴェルディの作品など、旋律と旋律の積み重ねによってではなく、和音と和音との連結によって音楽を創る「和声」の発想が現れ、以後バロック期（17世紀 - 18世紀）にかけて次第にこの発想が支配的となっていった。
18世紀に入ると、教会旋法による音楽は次第に廃れ、長調・短調による調性的な音楽が主流となり、それに伴い対位法にもますます和声的な発想が入り込むようになった。それまで合唱、つまり声楽と共に発展してきた対位法が、この時代に至ると器楽も発達し、それに伴って器楽的対位法と言われる新たな音楽語法が現れた。この時代に活躍したJ.S.バッハの作品はそれまでの対位法的音楽の集大成であると同時に、和声的な音楽語法をも用いたものであり、音楽史上一つの転換点であるとみなされる。
古典派やそれに続くロマン派の時代では、各声部が独自性を保っているポリフォニー的な音楽ではなく、一つの旋律に和声的な伴奏が付随するホモフォニー的な音楽が支配的となった。また、興味の方向が超絶技巧などの名人芸や楽器の改良など速度や音色へと変化したこともあって、対位法を駆使した楽曲は和声的な楽曲に比べて劣勢であったが、作曲技法の修練として教育的価値を認められ、現代まで存続している。
現代音楽では、対位法的発想は以前とは全く異なった形で現れている。例えばシェーンベルクが提唱した十二音技法では、音列によって音組織が秩序づけられるので、音列を用いた旋律が重ねられたりすればそこには対位法的な発想を認めうる。この場合、個々の音選択のみが問題にされており、結果として生じた音程は偶発的な存在であって、従来の意味における「旋律間の調和」ということは特に考慮されていないものである。

## 対位法の種類
対位法は、教会旋法の音楽から現在私たちが日常的に耳にするような長調・短調の音楽、さらには現代の無調性的な音楽においても使われてきている。当然、その技法は時代によって変化している部分がある。
- 教会旋法による音楽の対位法（厳格対位法）
- 長調・短調による音楽の対位法（器楽的対位法）
- 現代の音楽における対位法

## 教会旋法による音楽の対位法
- 教会旋法による音楽の対位法は、もっぱら声部間の音程の変化が重要な要素である。曲の冒頭から曲尾に向かって、協和音程、不協和音程をバランスよく織り交ぜながら最終的に協和して終わるのである。この中で、いかにそれぞれの声部の旋律が美しく、またいかにそれぞれが独立した旋律であるかが求められる。
- ルネサンス期の技法を検討した理論書としては、1725年にフックスが著した『グラドゥス・アド・パルナッスム』が特に有名である。原典はラテン語で、対話形式を用いて書かれている。対位法の実習の際に注意すべき厳しい規則が定められているため、厳格対位法と呼ばれる。また、対旋律をそのリズムごとに類別して規則を説明しているので類的対位法とも呼ばれる。

J.S.バッハの蔵書の中にも含まれ、またベートーヴェンらもこの教程書を使って対位法の勉強をしたと伝えられている。
本書はルネサンス期の技法（特にパレストリーナの作品）を規範としているが、フックス自身は18世紀の人物であるため時代の制約を免れず、その後の研究や今日の観点からすると、挙げられている範例が不適切であるとされるものも散見される。しかし、本書に代表される、対旋律をリズムに従って分類する実習方法は、以後多数の厳格対位法の教本において踏襲され、今日に至っている。

### 厳格対位法（類的対位法）
- 厳格対位法（類的対位法）は、教会旋法による定旋律（通常は2/2拍子で、全て全音符で書かれる）に対し、以下のリズムの音符による対旋律を書くことによって実習される。なお、どの類の対旋律でも曲の結尾は全音符で書かれる。
  - 第一類　1:1

定旋律の1つの全音符に対し、同じく1つの全音符による対旋律を書く。協和音程のみが使用できる。音程の類別が実習の狙いである。
- 第二類　1:2

定旋律の1つの全音符に対し、2つの二分音符による対旋律を書く。強拍と弱拍における扱いの違いが意識される。経過音・刺繍音を作ることが実習の狙いである。
- 第三類　1:4

定旋律の1つの全音符に対し、4つの四分音符による対旋律を書く。第二類と同じく、経過音・刺繍音を作ることが実習の狙いである。
- 第四類　移勢

対旋律の1つの小節が2つの二分音符からなることは第二類と同様だが、弱拍と強拍をタイで結ぶ。このため、対旋律における強拍と弱拍の扱いが第二類とは逆になる。掛留音を作ることが実習の狙いである。
- 第五類　華麗

第一類～第四類までに用いられたリズム型および特定の新しいリズム型を、特定のルールの下に用いた対旋律を書く。その際、任意のリズム型を無制約に用いてもよいというものではなく（そのようなものは自由対位法と呼ばれ、厳格対位法の範疇外である）、「同一リズム型を連続して繰り返すことは不可」「同一リズム型を複数の声部で同時に鳴らすことは不可」などの制約が課される。
- 混合類

3声以上の場合、例えば「定旋律＋第二類＋第三類」のように、異なる類の対旋律を同時に書くことが行われる。これを類の混合という。
- 大混合類

4声において、定旋律＋第二類＋第三類＋第四類の組合せのもの（声部の配置は任意）は、特に大混合類と呼ばれる。
- 非和声音のうち、厳格対位法の実習において用いられうるのは経過音・刺繍音・掛留音の3種類のみである。その他の非和声音（倚音・先取音・逸音・保続音）は用いられない。

- 定旋律をどの声部に置くかは任意である。2声の場合は上声・下声のどちらかであるが、3声以上の場合、内声に置くことも可能である[2]。

- 通常、厳格対位法（類的対位法）の実習は、8声までで行う（4声＋4声の二重合唱曲を書くことが念頭に置かれているため）が、それ以上の声部を用いても可能である。

## 長調・短調による音楽の対位法
長調・短調の音楽における対位法による音楽では、それまでの技法に和声的な要素が加わる。すなわち、和声の機能の考え方が加わり、調性が強く意識される。声部間で旋律が模倣し合うような対位法もあり、その究極の形がフーガである。フーガも、和声や調性の緊張と弛緩の関係の中で進行する。

## 現代の音楽における対位法
現代の音楽における対位法は、それまでの対位法が協和音程を中心とした理論に基づくのに対して、不協和音程も積極的に活用・重視している。

## 教本
現代の対位法の教科書は、その多くは原則としてフックスの教本の伝統的な形式に沿っているが、さまざまな特色があるものも多い。
- 日本では、池内友次郎が著した二声対位法が、対位法の学習の初期における標準的な教科書となっており、またこれを終えたら引き続き三声から八声の対位法の学習に入るのが通例となっている。ただ、二声対位法に続く教本である三声－八声対位法（通しページになっており、一つの著作と考えられる）は現在絶版になっている。
- 日本では他に、パリ音楽院の対位法クラスのための教科書として、ノエル・ギャロンとマルセル・ビッチュが著し、矢代秋雄が日本語に翻訳した対位法も、厳格対位法の標準的な教科書のひとつとなっている。

## 関連記事
- 音楽史
  - ルネサンス音楽
  - バロック音楽
- 音楽理論
  - ハーモニー
    - ポリフォニー
    - 和声
    - 和音

  - カノン
  - フーガ